# 291 Alice
Alice (asteroide 291) é um asteroide da cintura principal com um diâmetro de 14,97 quilómetros, a 2,0151885 UA. Possui uma excentricidade de 0,0931218 e um período orbital de 1 209,88 dias (3,31 anos).
Alice tem uma velocidade orbital média de 19,98063987 km/s e uma inclinação de 1,85339º.
Este asteroide foi descoberto em 25 de Abril de 1890 por Johann Palisa.